# Fritz Haarmann
Fritz Haarmann (Hannover, 25 ottobre 1879 – Hannover, 15 aprile 1925) è stato un serial killer tedesco, soprannominato "Il macellaio di Hannover" o "Il licantropo di Hannover" per l'efferatezza dei suoi crimini.
Il suo è uno dei casi più celebri della storia, fra tutti quelli che hanno coinvolto serial killer.

## I delitti
Dal 1918 al 1924, Haarmann commise almeno ventiquattro assassinii, e forse oltre 27. Le sue vittime erano "ragazzi di strada" che vagabondavano attorno alle stazioni ferroviarie: Haarmann li portava nel proprio appartamento, per poi ucciderli mordendoli alla gola in un atto di frenesia sessuale. Durante il processo, si sparse la voce che avesse venduto la carne delle sue vittime al mercato nero spacciandola per maiale, ma non esiste alcuna prova a conferma di tale diceria.
Assieme a lui fu processato il suo complice, Hans Grans (1901-dopo il 1980) giovane ladruncolo e prostituto, amante fisso e convivente di Haarman, che rivendeva i vestiti delle vittime. Haarmann fu infine scoperto quando diversi resti ossei, che aveva scaricato nel fiume Leine, riemersero.

## Il processo
Il suo processo fu molto spettacolare: fu uno dei primi processi a diventare "mediatico" in Germania. 
All'epoca non esistevano concetti o parole per descrivere i suoi delitti: fu quindi definito "lupo mannaro" o "vampiro", oltre che "psicopatico".
Ma a parte la tremenda crudeltà dei dettagli dei delitti che Haarmann ammise di aver commesso, scosse ancor più la società tedesca il coinvolgimento della polizia nel caso: Haarmann, che aveva precedenti penali per furto ed era stato in passato ricoverato in manicomio, era regolarmente usato dalla polizia come informatore, per cui era amico intimo di alcuni agenti, che occasionalmente ricevevano da lui vestiti come "dono" e chiudevano un occhio sulla sua frequentazione di giovanissimi prostituti (l'omosessualità era illegale, in base al paragrafo 175).

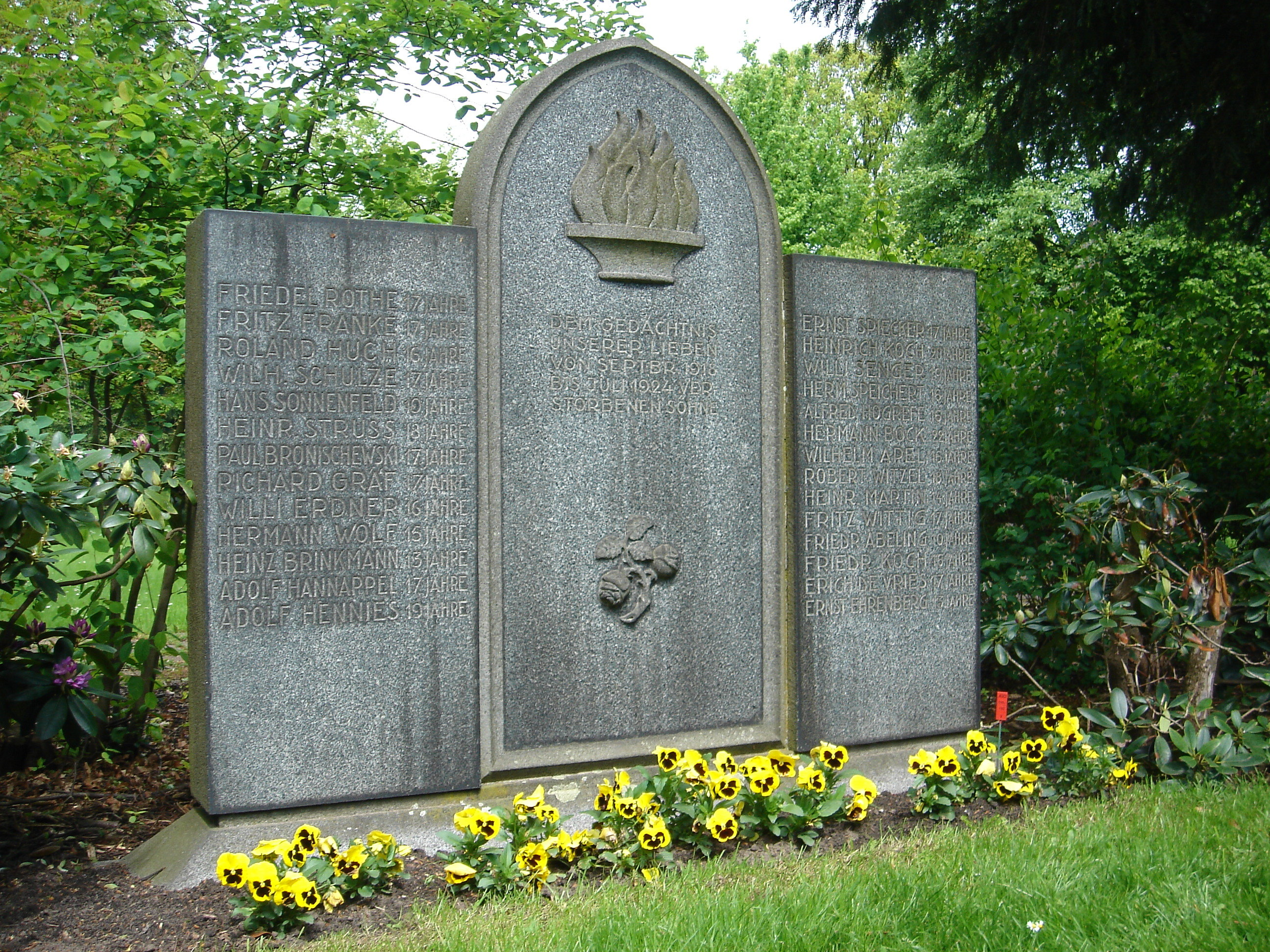
Monumento alle vittime di Fritz Haarmann nel cimitero di Hannover

Haarman approfittò di tale ruolo presso la polizia adescando col ricatto nell'atrio della stazione di Hannover alcuni minorenni, vagabondi o prostituti fuggiti di casa, minacciando di denunciarli alle forze dell'ordine se non lo avessero accompagnato a casa sua.
Durante il processo Grans sostenne la sua estraneità ai crimini; il suo ruolo si sarebbe limitato a rivenderne gli abiti. Haarman invece lo denunciò quale complice in tutti i reati, riuscendo a convincere la giuria della sua colpevolezza. Haarmann fu dichiarato capace di intendere e di volere, giudicato colpevole, condannato a 24 pene di morte e infine giustiziato.
Grans ricevette inizialmente una condanna a morte per incitamento all'omicidio in un singolo caso.
Haarmann fu decapitato il 15 aprile 1925, su pressione dell'opinione pubblica, la quale era eccitata e non avrebbe apprezzato che Haarmann venisse semplicemente rinchiuso in un ospedale psichiatrico.
Dopo l'esecuzione capitale di Haarmann, fu trovata una sua lettera che scagionava Grans completamente, e dichiarava: "Avete giustiziato un innocente". Questo condusse ad un nuovo processo che commutò la condanna di Grans a 12 anni di prigione. Dopo aver scontato la sua pena, Grans continuò a vivere ad Hannover fino alla sua morte attorno al 1980.

## Il caso Haarmann e il cinema
Un film intitolato La tenerezza del lupo (Die Zärtlichkeit der Wölfe), che ripercorreva i crimini di Haarman, uscì in Germania nel 1973. Il film presentava Kurt Raab nel ruolo del killer e Rainer Werner Fassbinder in un ruolo minore.
Un altro film basato sulla vicenda, Der Totmacher (Il fabbricante di morti; 1995), vedeva Götz George nel ruolo di Haarmann. Era basato sui protocolli degli esami psichiatrici di Haarmann, stilati da Erich Schultze, uno dei principali esperti psichiatrici del processo
Il classico del noir M - Il mostro di Düsseldorf, diretto da Fritz Lang e interpretato da Peter Lorre, si ispirava a questi delitti e a quelli di Peter Kürten, che commise una serie di crimini in Germania nel 1929.

## Filmografia
- M - Il mostro di Düsseldorf (1931).
- La tenerezza del lupo (1973).
- Der Totmacher - La belva ferita (1995).